# La viaccia
La viaccia è un film del 1961 diretto da Mauro Bolognini, liberamente tratto dal romanzo L'eredità (1889) di Mario Pratesi, interpretato da Jean-Paul Belmondo e Claudia Cardinale.
È stato presentato in concorso al 14º Festival di Cannes.

## Trama
(Sonetto di William Shakespeare, in apertura del film)
1885, campagna fiorentina. Alla morte del patriarca di una famiglia contadina, la tenuta della "Viaccia" viene ereditata da tutti i figli, malgrado la sua esplicita ultima volontà di lasciarla al figlio Stefano, che se n'è sempre occupato. Uno degli eredi, Ferdinando, che ha fatto una discreta fortuna con la sua bottega di vinaio a Firenze, rileva le quote degli altri e consente a Stefano di continuare ad occuparsi della proprietà fino alla propria morte.

Claudia Cardinale in una scena del film

Jean-Paul Belmondo in un fotogramma del film

Pietro Germi, Paul Frankeur e Gabriella Pallotta in una scena del film

Stefano manda a lavorare dal fratello Ferdinando il figlio Amerigo soprannominato "Ghigo", con l'intenzione di ingraziarselo, nella prospettiva di una non lontana eredità, vista la salute malferma di Ferdinando. Ma, arrivato in città, Amerigo si innamora dell'affascinante prostituta Bianca, iniziando una relazione dispendiosa che lo spinge a derubare lo zio, che se ne accorge presto e lo rispedisce in campagna, in disgrazia. Ferdinando è aizzato contro il nipote dalla propria compagna, mai sposata e madre di un figlio illegittimo, che ha tutto l'interesse a mettere zizzania fra l'uomo e il resto della sua famiglia.
Amerigo non riesce a riabituarsi alla vita del contadino, anche perché il padre lo costringe ai lavori più pesanti, come punizione per il suo scellerato comportamento, che ha messo a rischio il futuro di tutti loro. Ritorna quindi a Firenze, dove scopre che Bianca nel frattempo ha già trovato un nuovo giovane amico con il quale sostituirlo. Si fa quindi assumere come attendente nel casino in cui lei esercita la sua professione, per starle il più vicino possibile e tentare di riconquistarla. Nel frattempo conosce e frequenta un gruppo di anarchici, ma il suo amore per Bianca prevale su tutto il resto. In modo cinico e disinteressato assiste alla rovina della propria famiglia, quando Ferdinando in punto di morte è costretto al matrimonio riparatore dalla compagna, che ne eredita quindi le proprietà, compresa la "Viaccia".
Bianca, dopo averlo umiliato e respinto per la posizione degradante a cui lui si è ridotto, sembra infine disposta a riprendere la loro relazione. Ma, durante dei festeggiamenti carnevaleschi al casino, Amerigo viene accoltellato dall'altro spasimante della donna e quando prova a cercarla, dopo essere scappato dall'ospedale, non ancora ristabilito, lei gli fa dire dalla tenutaria del casino che se n'è andata, malgrado lui riesca a intravederla dietro una porta. Decide di ritornare alla "Viaccia", dove assiste da lontano alle angherie che la nuova padrona infligge al padre Stefano, minacciando la vendita del podere, e muore infine dissanguato, a pochi passi dalla casa di famiglia, che il nonno appena prima di morire gli aveva detto sarebbe stata sua, un giorno.

## Critica
La viaccia ha suscitato giudizi discordanti al tempo della sua uscita e la diversità di valutazione è rimasta tale anche a distanza di decenni.
All'epoca Gian Luigi Rondi scrisse sul Tempo che Bolognini era riuscito a «trovare il giusto punto di incontro fra un'ispirazione decisamente letteraria, colta e figurativamente preziosa e una tematica di dura ed asciutta derivazione realista (...) senza cader mai nel formalismo». Di opinione completamente opposta Filippo Sacchi che sul Corriere della Sera arrivava addirittura ad invocare «un film mal fotografato», ma vero, partecipato, comunicativo, al posto di un film ridotto a «incisione, acquaforte, litografia» da una vera e propria «ossessione pittorica» nella ricerca d'atmosfera e della ricostruzione ambientale, e criticava le modifiche alla sceneggiatura originale, che aveva reso incomprensibili la parte relativa agli anarchici e il comportamento del personaggio di Bianca.
L'uno lodava gli interpreti principali, Belmondo e Cardinale, per quanto doppiati, l'altro li stroncava, salvando invece Germi.
Se per il Dizionario Morandini è «un film bellissimo, quasi come Casco d'oro, se non fosse per un sovrappiù di preziosismo crepuscolare», al contrario per il Dizionario Mereghetti è «un melodramma freddissimo», dall'«eccessiva cura formale» che lo rende «un'anemica esercitazione stilistica». Concordi invece i giudizi positivi sugli interpreti.

## Riconoscimenti
- 1962 - Nastro d'argento
  - Migliori costumi
  - Migliore scenografia